# Jill Baijings

Jill Baijings, née le 23 février 2001 à Terheijden, est une footballeuse internationale néerlandaise évoluant au poste de milieu de terrain. Elle joue au Bayern Munich.

## Carrière

### En club
Jill Baijings commence sa carrière senior en 2019 au sein du Sportclub Heerenveen aux Pays-Bas. Elle joue ensuite au SG Essen-Schönebeck en Allemagne à partir de 2020 et y reste 2 ans. En 2022, elle signe au Bayer 04 Leverkusen. Le 5 juillet 2023, elle signe un contrat de 3 ans avec le Bayern Munich,.

### En sélection nationale
Elle entre pour la première fois sur le terrain en équipe nationale néerlandaise le 22 octobre 2021 lors d'un match contre Chypre lors des éliminatoires de la Coupe du monde féminine de football 2023.
Baijings figure parmi les 23 joueuses retenues par Andries Jonker pour la Coupe du monde 2023.

## Statistiques
Le tableau ci-dessous retrace la carrière de Jill Baijings depuis ses débuts :

### En club
| Saison                | Club                  | Championnat           | Championnat | Championnat | Coupe(s) nationale(s) | Coupe(s) nationale(s) | Compétition(s) continentale(s) | Compétition(s) continentale(s) | Compétition(s) continentale(s) | Total | Total |
| Saison                | Club                  | Division              | M.          | B.          | M.                    | B.                    | Comp.                          | M.                             | B.                             | M.    | B.    |
| 2019-2020             | sc Heerenveen         | Eredivisie Vrouwen    | 12          | 0           | -                     | -                     | -                              | -                              | -                              | 12    | 0     |
| Sous-total            | Sous-total            | Sous-total            | 12          | 0           | 0                     | 0                     | -                              | 0                              | 0                              | 12    | 0     |
| 2020-2021             | SGS Essen             | Bundesliga            | 22          | 2           | 1                     | 0                     | -                              | -                              | -                              | 23    | 2     |
| 2021-2022             | SGS Essen             | Bundesliga            | 21          | 1           | 3                     | 0                     | -                              | -                              | -                              | 24    | 1     |
| Sous-total            | Sous-total            | Sous-total            | 43          | 3           | 4                     | 0                     | -                              | 0                              | 0                              | 47    | 3     |
| 2022-2023             | Bayer 04 Leverkusen   | Bundesliga            | 22          | 7           | 2                     | 0                     | -                              | -                              | -                              | 24    | 7     |
| Sous-total            | Sous-total            | Sous-total            | 22          | 7           | 2                     | 0                     | -                              | 0                              | 0                              | 24    | 7     |
| 2023-2024             | Bayern Munich         | Bundesliga            | 7           | 0           | 1                     | 0                     | C1                             | 1                              | 0                              | 9     | 0     |
| Sous-total            | Sous-total            | Sous-total            | 7           | 0           | 1                     | 0                     | -                              | 1                              | 0                              | 9     | 0     |
| Total sur la carrière | Total sur la carrière | Total sur la carrière | 84          | 10          | 7                     | 0                     | -                              | 1                              | 0                              | 92    | 10    |